# یک اجنبی
یک اجنبی (انگلیسی: Ek Ajnabee) فیلمی در ژانر درام است که در سال ۲۰۰۵ منتشر شد. از بازیگران آن می‌توان به آمیتاب باچان، آرجون رامپال و پریزاد زورابیان اشاره کرد.
این فیلم بر اساس داستان مردی در آتش نوشته فیلیپ نیکلسون ساخته شد در سال ۲۰۰۴ فیلم دیگری با نام مردی در آتش با بازی دنزل واشینگتن در آمریکا و فیلم دیگری در فرانسه ساخته شد